# Cadbury Creme Egg
Cet article possède un paronyme, voir Cadbury (homonymie).

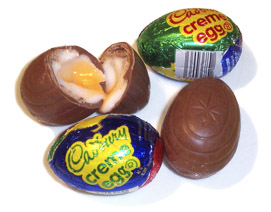
Cadbury Creme Egg

Le Cadbury Creme Egg, ou l'Œuf Fondant Cadbury au Québec, est une confiserie à base de chocolat reproduisant l'aspect extérieur et intérieur d'un œuf.

## Description
Le produit se compose d'une couche extérieure de chocolat au lait, et d'une crème fondante sucrée jaune et blanche, reproduisant la structure des œufs de poule. Cette crème est à base d'œuf, de crème, de sucre et d'autres ingrédients. La recette varie selon les pays, par exemple entre le Royaume-Uni et les États-Unis.

## Histoire et distribution
Le Creme Egg est une création du confiseur britannique Cadbury. Bien que le premier œuf en chocolat fourré de crème fût lancé en 1923 par la marque, le Creme Egg dans sa version actuelle date de 1971,.
Il est produit et distribué par Cadbury UK au Royaume-Uni, et par le fabricant de chocolat The Hershey Company aux États-Unis. Il est l'un des produits phares et la confiserie la plus vendue au Royaume-Uni entre la période du jour de l'An et de Pâques, avec 300 millions de boîtes vendues dont plus d'un tiers en dehors du territoire britannique, notamment aux États-Unis, au Canada, en Nouvelle-Zélande et en Australie.

## Sources
- (en) Cet article est partiellement ou en totalité issu de l’article de Wikipédia en anglais intitulé « Cadbury Creme Egg » (voir la liste des auteurs).